# الاتحاد الكناري لكرة القدم
اتحاد الكناري لكرة القدم ويُرمز لهُ بـ(FCF) هو اتحاد كرة القدم مسؤول عن جميع مُسابقات كرة القدم المطورة بكل أشكالها في جزر الكناري. دُمجَ الاتحاد مع الاتحاد الملكي الإسباني لكرة القدم ويقع مقرها الرئيسي في سانتا كروز دي تينيريفه.
يتألف الاتحاد من اتحادين آخرين هُما اتحاد لاس بالماس لكرة القدم (بالإسبانية: Federación Interinsular de Fútbol de Las Palmas)‏ واتحاد تينيريفي لكرة القدم (بالإسبانية: Federación Interinsular de Fútbol de Tenerife)‏.

## وصلات خارجية
- الموقع الرسمي
 بِاللُّغة الإسبانية.